# Telipinu (virrey de Alepo)
Telipinu (segunda mitad del siglo XIV a. C.) fue el primer virrey hitita de Alepo.
Segundo hijo de Suppiluliuma I, fue nombrado pronto representante del rey en Kummani, en el reino de Kizzuwadna, donde ostentó un cargo en el que además de conducir los ritos religiosos ejercía funciones similares a las de un gobernador. Tras la Primera Guerra Siria de su padre, abandonó Kizzuwadna para encargarse el virreinato hitita de Alepo, con amplios poderes militares sobre toda la región. Durante la Segunda Guerra Siria, conquistó la región de Arziya y casi todo el territorio de Karkemish, excepto la ciudad en sí misma, que sólo fue rendida por el propio Suppiluliuma I después de un asedio de ocho días.
Tras la incorporación de Karkemish al imperio hitita, un hermano de Telipinu, Sarri-Kusuh, fue nombrado virrey en esta ciudad, con lo que la representación hitita en Siria queda dividida entre los dos hermanos, encargándose Telipinu, con toda probabilidad, de las tareas administrativas y religiosas, y Sarri-Kusuh de la defensa del territorio.
Falleció durante el gobierno de otro de sus hermanos, Mursili II, y fue sucedido por su hijo Talmi-Sarruma.